# 坂石町分
坂石町分（さかいしまちぶん）は、埼玉県飯能市の地名（大字）である。

## 地理
飯能市北西部の吾野地区（旧 吾野村）に位置する。東・西・南の3方を秩父山地の山岳に囲まれ、北端には高麗川が東に向かって蛇行しながら流れる。西を坂石、北を長沢、東を井上、南を中藤上郷と接する。南端の標高493mの大高山は、奥武蔵の稜線を結んで天覧山や子ノ権現 天龍寺へと通じる、飯能アルプスのハイキングコースを成す。
北端の高麗川の右岸（南側）に沿って江戸秩父道の旧道と西武池袋線が沿う。街道沿いのわずかな平地に人家・商店や、吾野郵便局が立ち並ぶ。北西端には、西武池袋線と西武秩父線の境界となる吾野駅がある。高麗川左岸の大字坂石・長沢には国道299号が並行する。宿場町の面影が残る町並みは、2011年度に埼玉県の「歴史のみち景観モデル地区」の一つに選定された。2015年には、吾野宿の建物3棟が「埼玉県の景観重要建造物」に指定された。駅の裏手の丘には、吾野湧水が湧き出ている。
面積は1,827,320m2。2024年9月1日現在の住民基本台帳によると170世帯、336人が暮らす。公立小中学校に通学する場合には、全域が飯能市立奥武蔵小学校および奥武蔵中学校の学区となる。

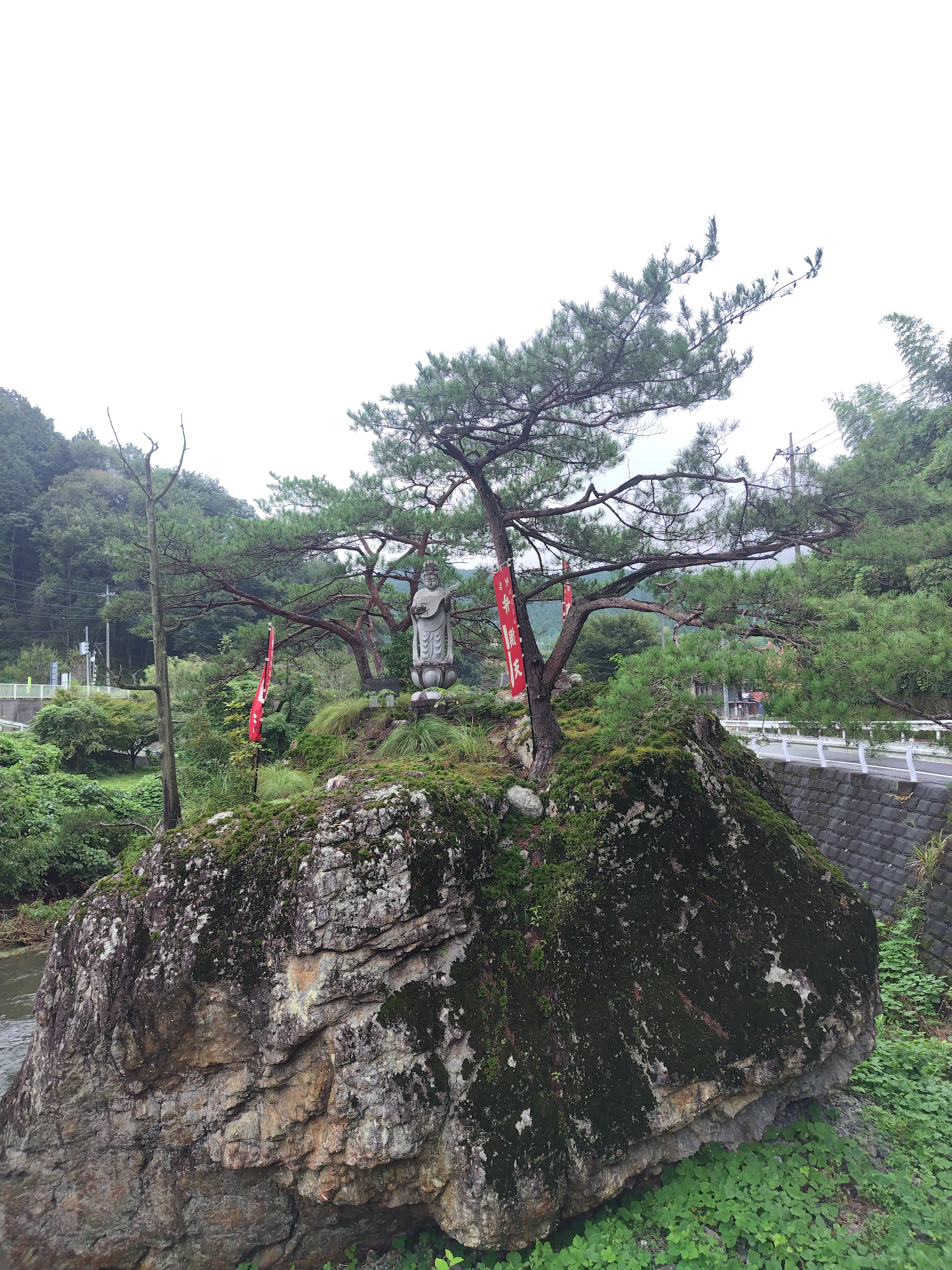
高麗川の岸の、吾野駅前橋のたもとの岩に立つ、吾野弁財天。
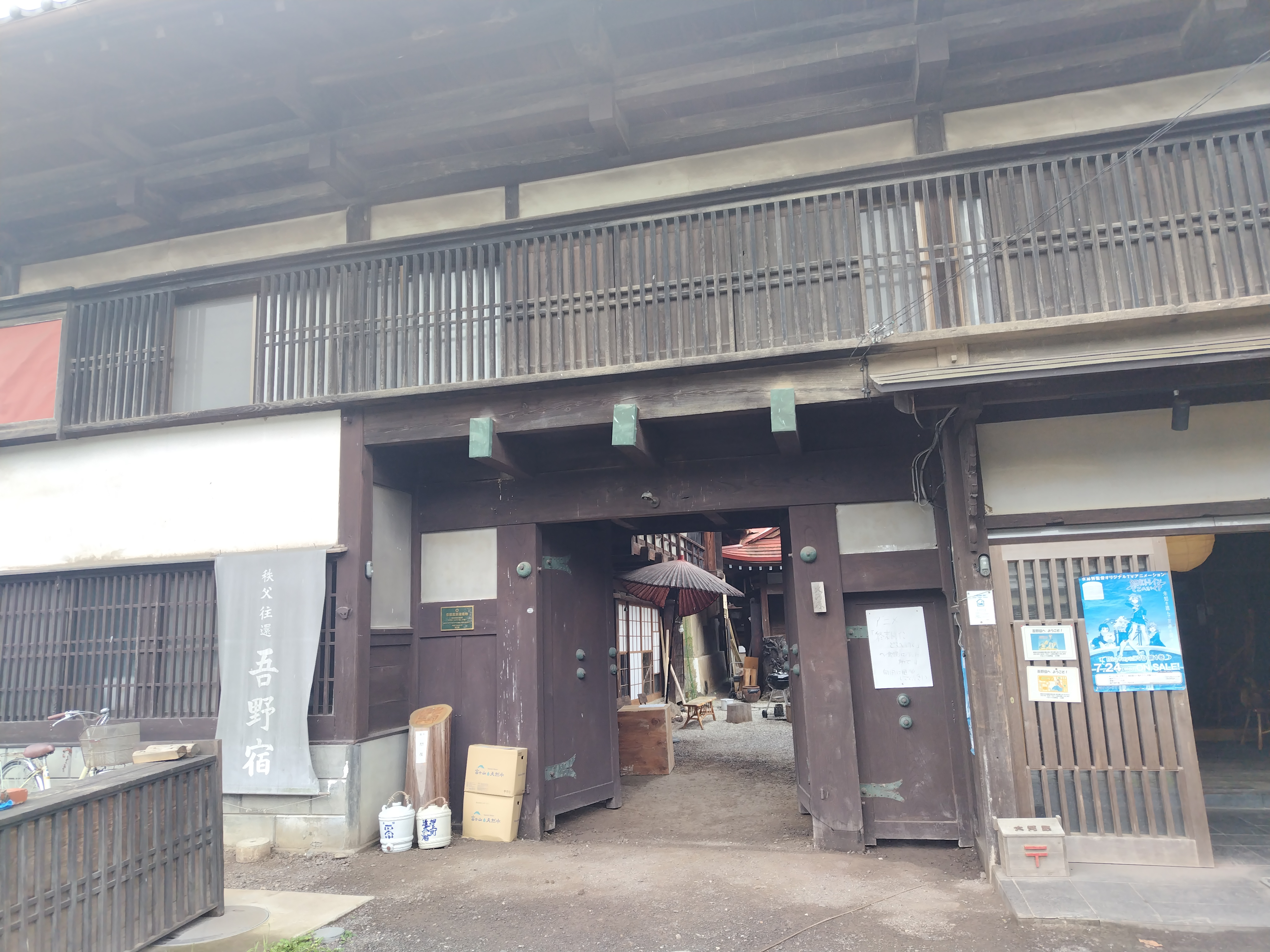
飯能市景観重要建造物の一つ、ゲストハウス吾野宿。明治時代に長屋門が移築された[10]もとは問屋で、ゲストハウス・カフェレストランとして営業している。
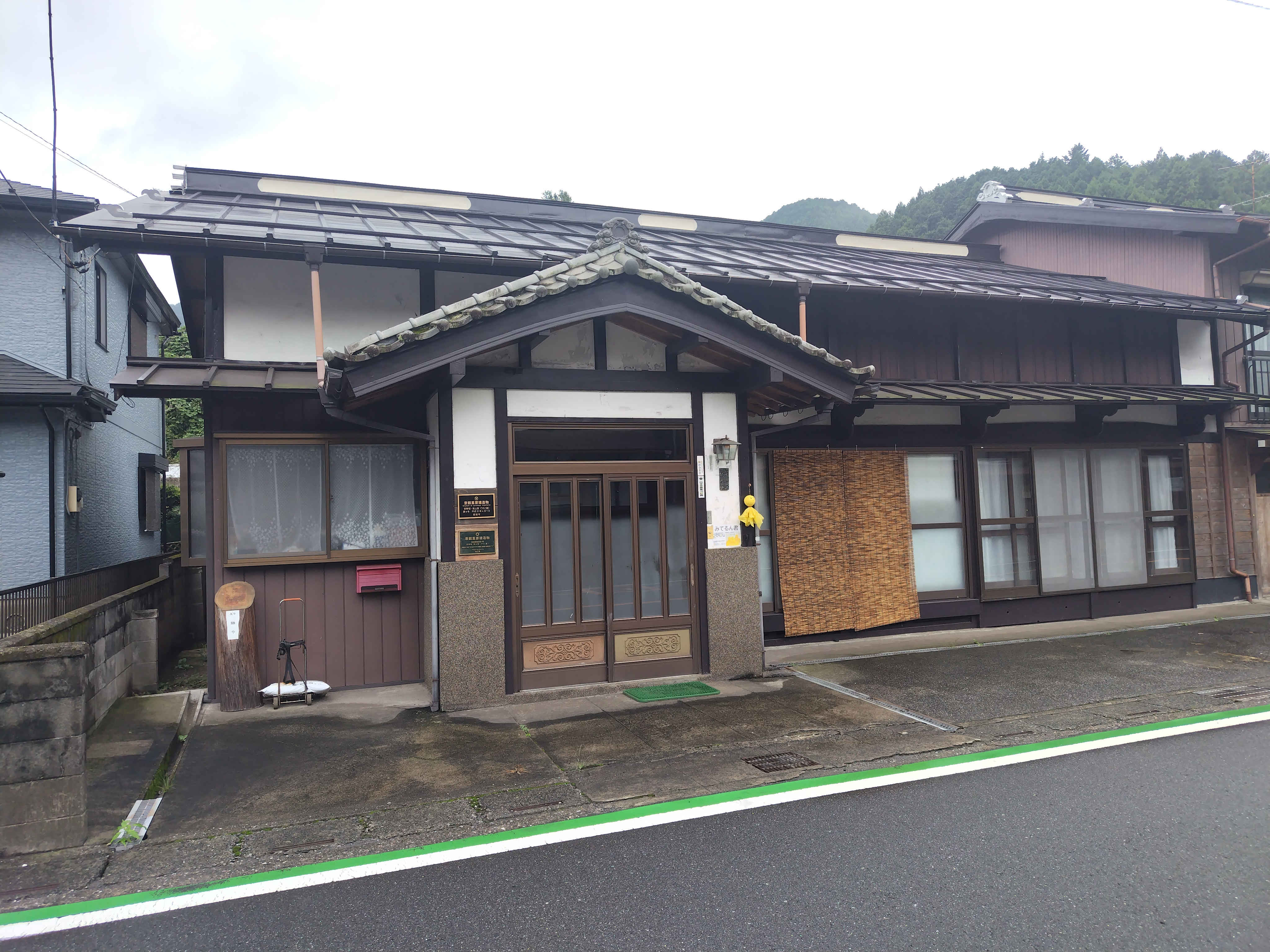
飯能市景観重要建造物の一つ、鱗や。江戸時代に建てられた厨子造りと呼ばれる構造で、木材業や運送業を営んだ[11]。
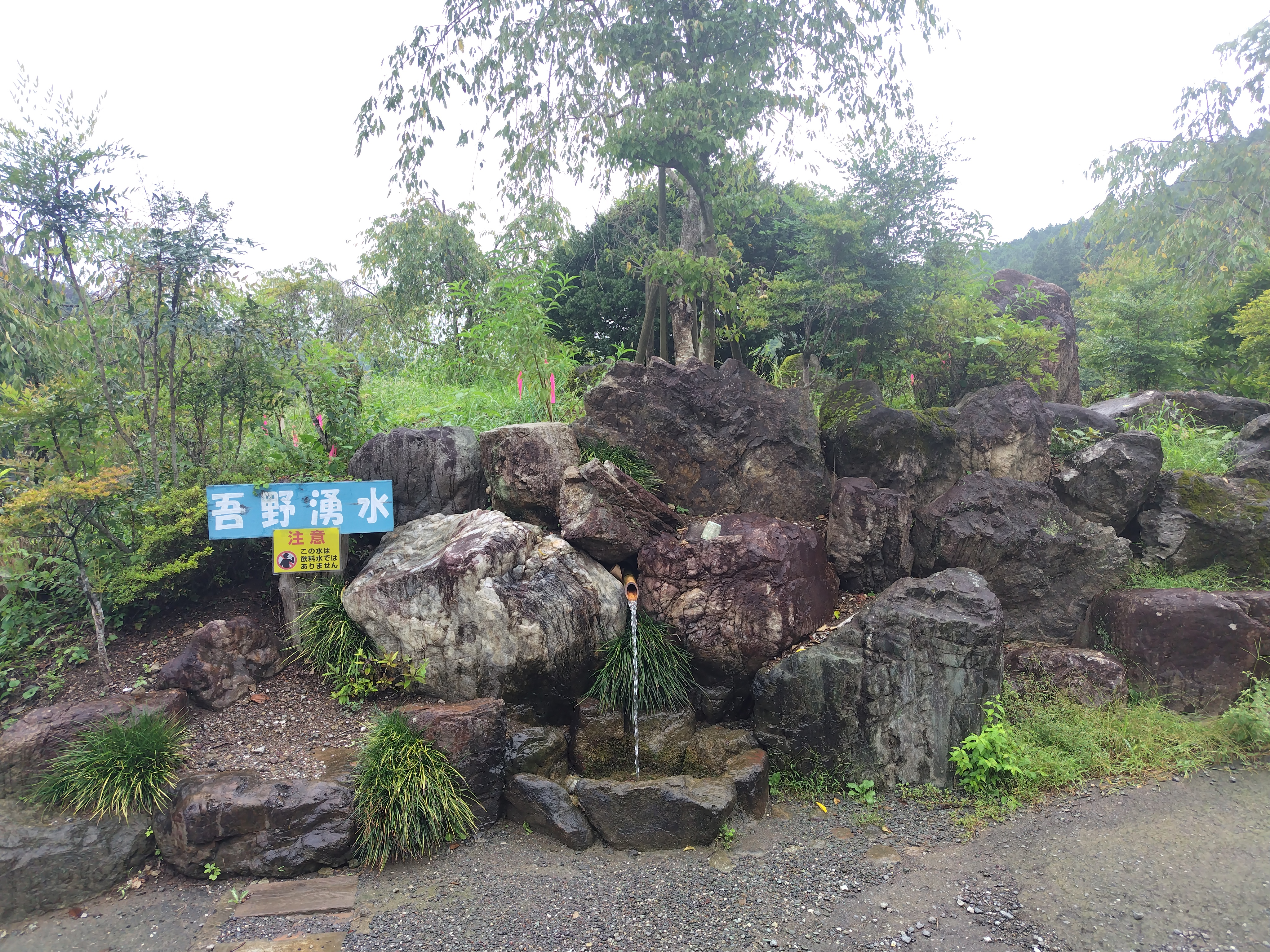
駅の裏手にある、吾野湧水。

## 歴史
秩父郡のうち、古くは高麗領上我野郷に属した。新編武蔵風土記稿によると、1700年（元禄13年）、坂石村のうち馬継ぎの宿場が町場分として分村したとある。しかし、元禄郷帳、天保郷帳には石高は坂石村にまとめて記載されていた。1825年（文政8年）、幕府領から上野館林藩領となるが、1836年（天保7年）に幕府領に復した。その後1848年（嘉永元年）に川越藩となる。村高は、幕末の改革組合取調書によると56石あまり、旧高旧領取調帳には59石あまりと記されている。村の規模は東西十町・南北一町。馬継ぎを行う町場は江戸秩父道に沿って幅十間・長さ三町にわたり町家や商家が並び、化政期の家数は29軒であった。山間部に立地するため林業が盛んで、1798年（寛政10年）の「秩父郡・高麗郡村々材木川下ニ付願書」には当地の材木商7名が記されている。江戸の西方の荒川支流の川沿いに位置することから、飯能市・日高市・毛呂山町・越生町は西川地方と呼ばれ、この地で産出する木材は「西川材」として2009年に西川広域森林組合により地域団体商標登録された。
農間には、男性は炭焼きや荷担ぎ、女性は養蚕や絹・木綿の製織、紙漉きなどで収入を得た。
1876年（明治9年）、埼玉県に編入。1879年に秩父郡の一部となった。1889年には近隣の村との合併により吾野村が成立し、同村の大字となる。1956年（昭和31年）9月30日には東吾野村、原市場村とともに飯能市へ編入され、同市の大字となった。地名の由来は。新編武蔵によると街道沿いにあり馬継ぎの宿場であったことから「町分」を称したとある。
鎮守は白髮神社。吾野駅近くの曹洞宗補陀山法光寺は武蔵野三十三観音霊場の31番霊場で、南北朝時代に造られた本堂の地蔵菩薩坐像と、裏山の観音窟石龕は県の重要文化財に指定されている

## 交通
古くは秩父と江戸とを結ぶ江戸秩父道が通り、この地は馬継ぎの宿場として物資の輸送を支えた。秩父で生産された絹は馬に積まれ正丸峠を越え、坂石町分で別の問屋の馬に積み替えられ、江戸へと運ばれたのである。昭和に入ると、1929年（昭和4年）には武蔵野鉄道（のちの西武鉄道、西武池袋線）が開通し、同路線の終点となる吾野駅が開設された。1969年には西武秩父駅までの西武秩父線が開通し、吾野駅は中間駅となった。吾野駅から池袋駅までは、飯能駅での接続によっては60分台で到達することができる。
国道299号のうち、長沢から坂石町分東部を通り井上に至る約1.5kmの区間は狭隘で急カーブも多いことから、2006年度からバイパス道路の整備が進められ、2015年に全長567mの吾野トンネルが開通した。